# Dominika Chorosińska
Dominika Małgorzata Chorosińska z domu Figurska (ur. 28 grudnia 1978 w Elblągu) – polska aktorka teatralna i filmowa, prezenterka telewizyjna, działaczka samorządowa i polityczna, posłanka na Sejm IX i X kadencji (od 2019), minister kultury i dziedzictwa narodowego oraz przewodnicząca Komitetu do spraw Pożytku Publicznego w trzecim rządzie Mateusza Morawieckiego (2023).

## Życiorys

### Wykształcenie i praca zawodowa
W 2001 ukończyła studia na Wydziale Aktorskim Państwowej Wyższej Szkoły Teatralnej w Krakowie. W tym samym roku dołączyła do zespołu aktorskiego w Teatrze Polskim we Wrocławiu. Zagrała w Biesach i Królu Learze w reż. Krzysztofa Jasińskiego, Lalce w reż. Wiktora Rubina, Wszyscy kochamy Barbie w reż. Cezarego Morawskiego oraz Utworze o Matce i Ojczyźnie w reż. Jana Klaty.
Jako aktorka filmowa debiutowała w 1999, wystąpiła w licznych produkcjach telewizyjnych. W latach 2002–2009 grała Ewę, kochankę Krzysztofa Zduńskiego (Cezary Morawski) w serialu M jak miłość; rola ta zapewniła jej największą rozpoznawalność wśród widzów. W 2007 wzięła udział w pierwszej edycji programu rozrywkowego Polsatu Jak oni śpiewają.
W 2016 wystąpiła w filmie Smoleńsk w roli wdowy smoleńskiej. W tym samym roku została współprowadzącą program Polska na dzień dobry. Weekend w Telewizji Republika. Następnie prowadziła także program Moda na rodzinę na antenie TVP ABC. Od 2017 była jedną z prowadzących publicystyczno-satyryczne audycje W tyle wizji i W tyle wizji extra na antenie TVP Info.

### Działalność polityczna
W 2010 weszła w skład komitetu poparcia Jarosława Kaczyńskiego w wyborach prezydenckich. W wyborach samorządowych w 2018 wystartowała z listy Prawa i Sprawiedliwości do Sejmiku Województwa Mazowieckiego, uzyskując mandat radnej VI kadencji. W wyborach do Parlamentu Europejskiego w 2019 kandydowała bezskutecznie z ramienia PiS w okręgu warszawskim.
W wyborach parlamentarnych w tym samym roku uzyskała mandat posłanki na Sejm IX kadencji z ostatniego miejsca na liście Prawa i Sprawiedliwości w okręgu podwarszawskim (otrzymała 9596 głosów). W 2023 w tym samym okręgu dostała 9582 głosy, utrzymując mandat na kolejną kadencję. 27 listopada 2023 powołana na ministra kultury i dziedzictwa narodowego oraz przewodniczącą Komitetu do spraw Pożytku Publicznego w trzecim rządzie Mateusza Morawieckiego. Funkcje te pełniła do 13 grudnia 2023, gdy zaprzysiężono nowy gabinet Donalda Tuska. W 2024 bezskutecznie kandydowała w kolejnych wyborach europejskich.

## Życie prywatne
Córka Grzegorza i Małgorzaty. Zamężna z aktorem Michałem Chorosińskim, którego poznała na studiach na PWST w Krakowie. Mają wspólnie pięcioro dzieci; ma także dziecko pochodzące ze związku pozamałżeńskiego z kompozytorem Tomaszem Hynkiem. Zamieszkała w Konstancinie-Jeziornie.
Wraz z mężem byli ambasadorami zorganizowanych w Krakowie Światowych Dni Młodzieży 2016, a także kampanii społecznej „Wierność jest sexy”.

## Filmografia
- 1999: Egzekutor jako dziewczyna w klubie
- 1999: Skok jako Gośka Rochocka
- 1999: Na dobre i na złe jako Kaja Kozień
- 2000: 6 dni strusia jako Dagmara, sekretarka Dewilskiego
- 2000: Nie ma zmiłuj jako Agata, recepcjonistka w aquaparku
- 2001: Zostać miss jako Zosia Padewska, uczestniczka konkursu, Miss Publiczności
- 2002: Gorący temat jako Anna, córka Musiała
- 2002: M jak miłość jako Ewa Nowicka
- 2004: W dół kolorowym wzgórzem jako Dorota, żona Tadka
- 2004: Pierwsza miłość jako Sylwia Majchrzak
- 2005: Biuro kryminalne jako Irena Sukowa
- 2005: Szanse finanse jako Iza
- 2010: Ratownicy jako Joanna Krawczyk
- 2011: Na Wspólnej jako Nina Lassota
- 2011: Aida jako Teresa, szkolna koleżanka
- 2012: Lekarze jako lekarka Edyta
- 2013: Barwy szczęścia jako Karolina Florczak
- 2013: Prawo Agaty jako mama Błażeja
- 2015: Singielka jako Olga Wieczorek, asystentka Olgierda Nowackiego
- 2016: Ojciec Mateusz jako Joanna Gabryś
- 2016: Smoleńsk, jako wdowa smoleńska
- 2017: Dwie korony jako Marianna Kolbe, matka Rajmunda (Maksymiliana)
- 2017: Labirynt świadomości jako kobieta z dzieckiem
- 2019: Proceder jako agentka CBA
- 2021: Krime story. Love story jako prezenterka tv[3]

## Wyniki wyborcze
| Wybory | Komitet wyborczy                 | Komitet wyborczy       | Organ                                        | Okręg          | Wynik          |
| ------ | -------------------------------- | ---------------------- | -------------------------------------------- | -------------- | -------------- |
| 2018   |                                  | Prawo i Sprawiedliwość | Sejmik Województwa Mazowieckiego VI kadencji | nr 7           | 22 101 (4,62%) |
| 2019   | Parlament Europejski IX kadencji | Prawo i Sprawiedliwość | nr 4                                         | 12 715 (0,92%) |                |
| 2019   | Sejm IX kadencji                 | Prawo i Sprawiedliwość | nr 20                                        | 9596 (1,60%)   |                |
| 2023   | Sejm X kadencji                  | Prawo i Sprawiedliwość | nr 20                                        | 9582 (1,31%)   |                |
| 2024   | Parlament Europejski X kadencji  | Prawo i Sprawiedliwość | nr 4                                         | 6930 (0,53%)   |                |